# Lago Mindel
El lago Mindel (en alemán: Mindelsee) es un lago situado muy cerca del lago Constanza y por ende, de la frontera con Suiza, en la región administrativa de Konstanz, en el estado de Baden-Württemberg (Alemania), a una elevación de 409 metros; tiene un área de 102 hectáreas. 